# Миломир Степић
Миломир Степић (1959) српски је географ, геополитичар, научни саветник Института за политичке студије, члан Одбора за проучавање Косова и Метохије и Одбора за проучавање становништва Српске академије наука и уметности, као и члан Српског географског друштва.
Од 2020. године је и уредник Зборника Матице српске за друштвене науке, а члан је и редакција научних часописа Национални интерес и Српска политичка мисао.
Носилац је Ордена Карађорђеве звијезде првог реда.

## Биографија
Рођен је 1959. године. Дипломирао је 1985. године на Географском факултету Универзитета у Београду. Ту је 1990. године завршио магистарске, а 1997. године и докторске студије, те стекао титулу доктора географских наука.
Радио је као професор Географског факултета Универзитета у Београду од 1986. до 2008. године, а од 2008. до 2012. године је био професор Геоекономског факултета Универзитета Мегатренд. Такође, био је предавач по позиву на Факултету политичких наука Универзитета у Београду, Економском факултету Универзитета у Београду, Војној академији Универзитета одбране у Београду и Дипломатској академији Министарства спољних послова. Научни је сарадник Института за политичке студије.
Члан је Одбора за проучавање становништва Одељења друштвених наука Српске академије наука и уметности, као и Одбора за проучавање Косова и Метохије.

## Дела
- Косово и Метохија: постмодерни геополитички експеримент, Институт за политичке студије, Београд 2012.
- Геополитика - идеје, теорије, концепције, Институт за политичке студије, Београд 2016.
- Српски геополитички образац, Catena mundi, Београд 2019.
- Геополитички појмовник Балкана, Catena mundi, Београд 2023.

## Награде и признања
- Награда „Димитрије Богдановић” за најбољу књигу у области хуманистичких и друштвених наука, додељује Научно удружење за развој српских студија (1. јануар 2024);[4]
- Орден Карађорђеве звијезде првог реда (9. јануар 2024).[5]